# Hagenbecks Völkerschau der „Feuerländer“ 1881/82

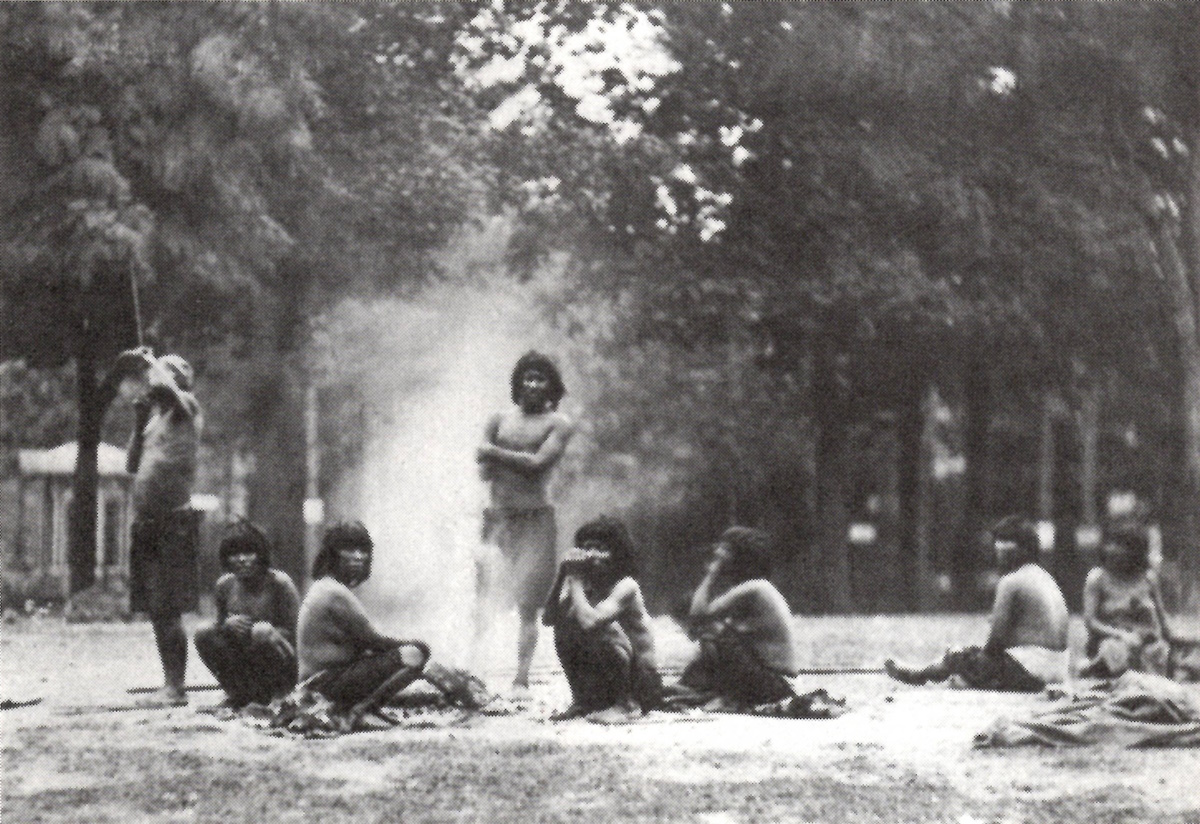
Menschenzoo der „Feuerländer“ im Jardin d’Acclimatation in Paris (Foto von 1881)

Hagenbecks Völkerschau der „Feuerländer“ 1881/82 (auch: „Die Wilden von den Feuerlandsinseln“) war eine Völkerschau (im heutigen Sprachgebrauch auch Menschenzoo), bei der elf Kawesqar im Sommer 1881 nach Europa verschleppt und ab Ende August zuerst in Paris und anschließend in Berlin, Stuttgart, München, Nürnberg und Zürich zur Schau gestellt wurden. Veranstalter der Schau war Carl Hagenbeck (1844–1913) aus Hamburg. Seine „Völkerausstellungen“ sorgten seit 1875 für große Aufmerksamkeit und zogen Hunderttausende zahlende Besucher an.
Wissenschaftler wie die Mediziner Rudolf Virchow und Theodor von Bischoff zeigten großes Interesse an der Völkerschau, galten die „Feuerländer“ doch im rassistischen Denken des 19. Jahrhunderts als „Urmenschen“ auf der untersten Stufe der „Rassenhierarchie“. Sie wurden als „Wilde“ und „Kannibalen“ stigmatisiert und deshalb besonders abschätzig beschrieben und behandelt.
Im Verlauf der Völkerschau starben sechs Mitglieder der Gruppe an verschiedenen Infektionskrankheiten, weshalb Hagenbeck die Schau im März 1882 vorzeitig beendete. Auf der Rückreise nach Chile verstarb eine weitere Person.

## Herkunft der Kawesqar

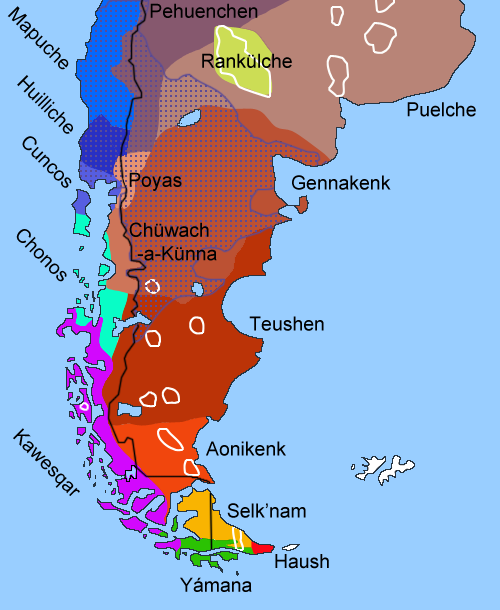
Indigene Völker im südlichen Südamerika (weiß umrandet: heutige Siedlungsgebiete)

Die Kawesqar sind ein indigenes Volk im Süden Chiles. Bis in die Mitte des 20. Jahrhunderts lebten sie als Wassernomaden in der Insellandschaft des südwestlichen Patagoniens. Das Siedlungsgebiet der Kawesqar erstreckte sich an der Pazifikküste über 800 km vom Golf von Penas bis zum Canal Cockburn auf Höhe der Magellanstraße. Ihre Zahl wird für das Ende des 18. Jahrhunderts auf etwa 4000 geschätzt. Im Zuge der Invasion und Besiedlung des südlichen Chiles seit Mitte des 19. Jahrhunderts wurden die meisten Kawesqar teils durch eingeschleppte Infektionskrankheiten, teils durch gewaltsame Eroberungen getötet. Ende des 19. Jahrhunderts wurden noch etwa 500 und 1971 nur noch 47 Kawesqar gezählt. Bei der Volkszählung im Jahr 2002 ließen sich etwa 2600 Chilenen als Kawesqar registrieren.

## Vorgeschichte
Bereits 1878 gab es einen ersten Versuch des Hamburger Tierhändlers Carl Hagenbeck, eine Gruppe von sechs „Feuerländern“ nach Europa zu holen. Hagenbeck hatte 1874 in St. Pauli seinen ersten „Thiergarten“ eröffnet und führte dort seit September 1875 Völkerschauen durch, die sich aufgrund der hohen Besucherzahlen als lukratives Geschäft erwiesen. Zu diesem Zeitpunkt hatte er bereits sieben Völkerschauen veranstaltet (zwei mit Samen, drei mit Nubiern sowie jeweils eine mit Eskimos und Hindus). Er versprach sich von den seinerzeit als „Kannibalen“ stigmatisierten „Feuerländern“ besonders hohe Besucherzahlen. Unterstützt in seinem Vorhaben wurde er dabei vom Mediziner und Anatomen Rudolf Virchow, der maßgeblich auf Hagenbeck eingewirkt hatte, „Urmenschen“ von der Südspitze Südamerikas in Berlin untersuchen und vermessen zu können.

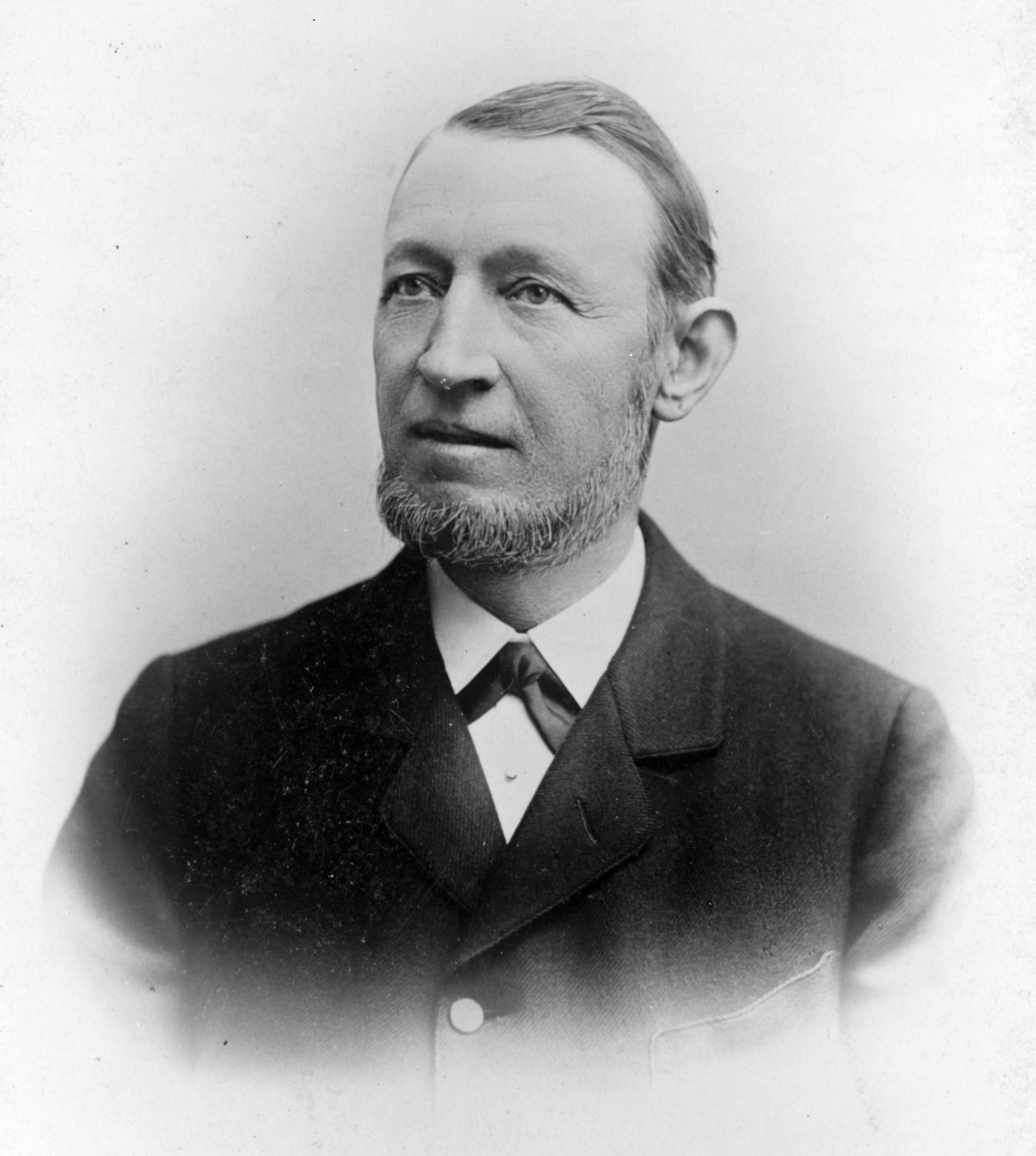
Carl Hagenbeck (Foto von 1890)

Am 7. März 1878 traf ein Kutter mit einer Familie von sechs Kawesqar, die auf Betreiben Hagenbecks und im Auftrag des deutschen Einwanderers Johann Wilhelm Wahlen von einem Seehundjäger entführt worden waren, in der Hafenstadt Punta Arenas ein. Wahlen wandte sich an den dortigen chilenischen Gouverneur Carlos Wood Arrelano. Er wolle die Familie der Kawesqar im Auftrag der von Virchow geleiteten Berliner Gesellschaft für Anthropologie, Ethnologie und Urgeschichte ins Deutsche Reich ausführen. Der Gouverneur verweigerte die Ausreise, „da dieses Vorgehen meines Erachtens gegen die Staatsverfassung verstößt, da die Feuerländer, um die es hier geht, aus ihrer Heimat herausgerissen würden, ohne dass es möglich wäre, ihnen den Zweck und die Dauer ihrer Reise zu erklären.“
In den folgenden Monaten entwickelte sich eine diplomatische Auseinandersetzung zwischen deutschen und chilenischen Behörden um die Ausreise indigener Menschen. 1879 erreichte Virchow, dass Otto von Bismarck sich an die chilenische Regierung wandte, ihr „Mittheilung davon zu machen, daß den auf Vorführung von Rassentypen gerichteten Hagenbeck’schen Unternehmungen Seitens der deutschen Gelehrten ein hoher Werth beigemessen wird“. Der chilenische Außenminister billigte schließlich die Überführung indigener Menschen, allerdings nur unter der Bedingung, dass sie der Reise nach Europa und der Teilnahme an Völkerschauen freiwillig zustimmen. Im Frühjahr 1879 gelang es Hagenbeck erstmals, indigene Menschen aus Südamerika in Hamburg und Dresden zur Schau zu stellen. Hagenbeck konnte offenbar legal eine dreiköpfige Aonikenk-Familie aus Patagonien anwerben, deren Vater zumindest ansatzweise Spanisch sprach und dem Vorhaben zustimmte. Hagenbeck musste die Völkerschau aufgrund der depressiven Erkrankung des Vaters nach zwei Monaten frühzeitig abbrechen.

## Verlauf der Völkerschau

### Verschleppung nach Europa
1881 startete Hagenbeck nach dem gescheiterten Entführungsversuch von 1878 einen zweiten Anlauf, eine Gruppe von „Feuerländern“ ins Deutsche Reich zu holen. Er ließ in der Presse verlauten, Kapitän G. Schweers des Dampfschiffs Theben habe eine Gruppe von elf „Feuerländern“ in Südamerika in Seenot gerettet. In der bislang ausführlichsten Darstellung über Hagenbecks Völkerschauen von Südamerikanern „Entführt, verspottet und gestorben“ von 1996 diskutiert Gabriele Eissenberger die Umstände der Verbringung der Kawesqar nach Europa und kommt aufgrund verschiedener Ungereimtheiten zu dem Schluss, dass es sich nicht um eine Rettung, sondern um eine bewusste Verschleppung oder Entführung gehandelt haben muss. Hagenbeck habe seinen Agenten Johan Adrian Jacobsen beauftragt, die Kawesqar in Feuerland zu verschleppen und an Schweers zu übergeben. Jacobsen wiederum beauftragte einen Seehundjäger, der die Gruppe unter ungeklärten Umständen auf seinen Kutter nahm. Die Übergabe der Kawesqar auf die Theben erfolgte am 10. Juli 1881 auf See. Die für die Völkerschau eingestellten Wärter waren bereits mitgereist. Schweers vermied Punta Arenas als Übergabeort offenbar ganz bewusst, um einen Kontakt mit den chilenischen Behörden zu umgehen. Weil niemand die Sprache der Kawesqar übersetzen konnte, schien es aussichtslos, eine legale Zustimmung für die Ausreise einzuholen. Stattdessen brachte Schweers sie direkt nach Hamburg als den „nächsten Hafen“ nach ihrer vermeintlichen Rettung. Die Theben erreichte am 16. August Le Havre und am 19. August Hamburg, wo die Gruppe von Bord ging. Hagenbeck handelte mit dem dortigen chilenischen Konsul aus, dass die Gruppe zur „Erstattung der entstandenen Reisekosten“ ein Jahr in Europa ausgestellt werden dürfe.

### Gruppe der elf Kawesqar

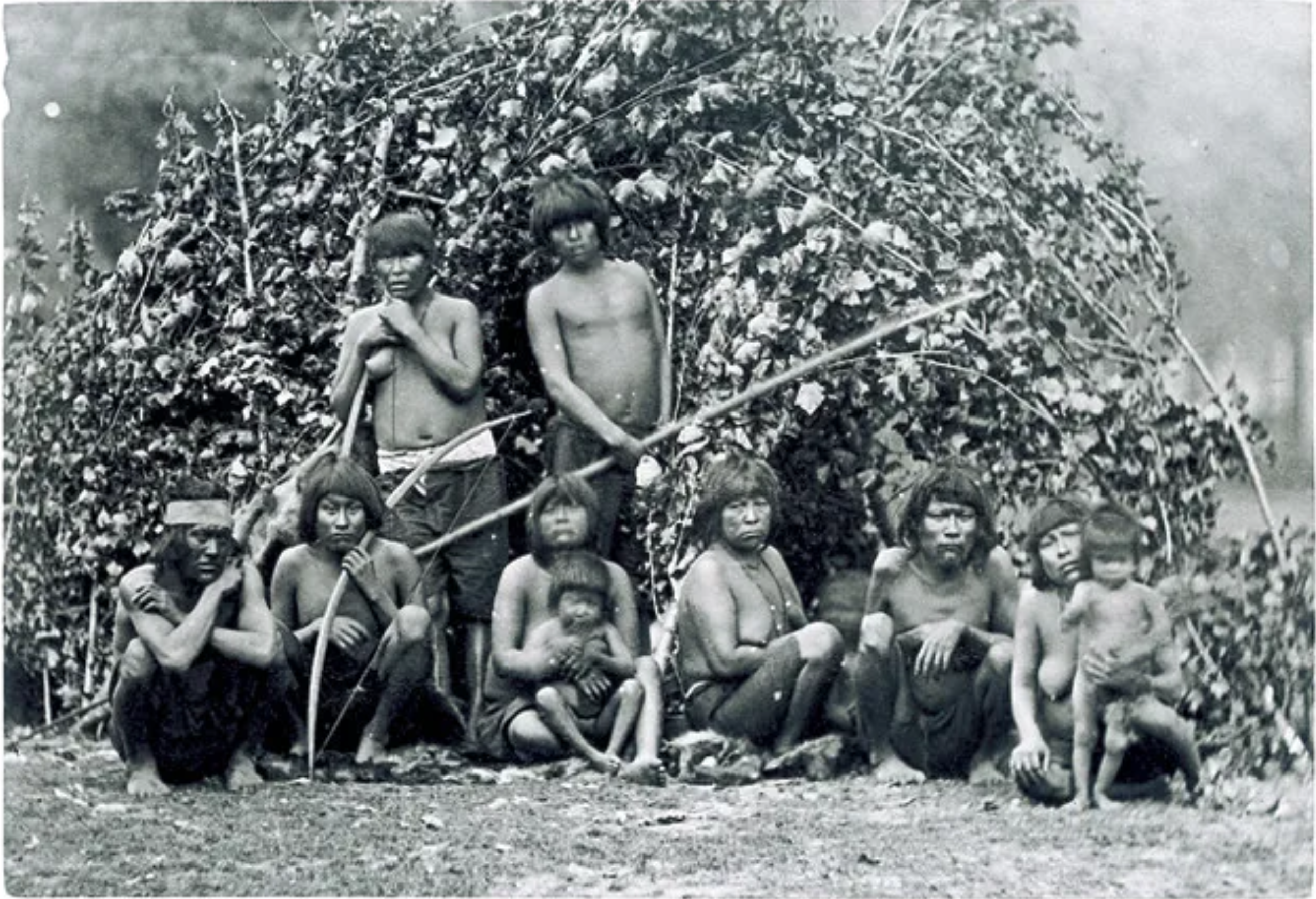
Die Gruppe der elf Kawesqar im Jardin d’Acclimatation in Paris (Foto von 1881)

Die Gruppe der elf Kawesqar bestand aus vier Frauen, vier Männern und drei Kindern im Alter zwischen zwei und vier Jahren. Sie führten keine eigenen, sondern die Namen, die sich Kapitän Schweers auf der Schiffsreise für sie ausgedacht hatte: „Herr und Frau ‚Capitano‘“ (beide etwa 40 Jahre alt), „Grete“ (etwa 20 Jahre), „Liese“ (etwa 18 Jahre), „Antonio“ (etwa 40 Jahre), „Henrico“ (etwa 18 Jahre), „Pedro“ (etwa 18 Jahre) und „Trine“ (gelegentlich auch „Lina“ genannt, etwa 20 Jahre alt). Zwei der Kinder wurden „Frosch“ und „Dickkopf“ genannt. Der Name des dritten, zweijährigen Kindes, das bereits in Paris verstarb, ist nicht bekannt. „Grete“ war offenbar die Mutter von „Dickkopf“ und „Antonio“ der Vater von „Henrico“. Ansonsten werden die verwandtschaftlichen Verhältnisse innerhalb der Gruppe in den Quellen teils ungenau und widersprüchlich angegeben.

### Stationen der Völkerschau
Die Völkerschau der „Feuerländer“ machte zwischen August 1881 und März 1882 in sechs Städten Station, wobei die Ausstellungsorte variierten: In Paris, Berlin und Stuttgart wurde die Gruppe in Zoogehegen ausgestellt, in München, Nürnberg und Zürich jahreszeitlich bedingt in Innenräumen. Während der Völkerschau wurden die Kawesqar von einer Gruppe von Wärtern bewacht, die von Carl Terne aus Dresden angeführt wurde. Terne hielt während der Schauen zahlreiche Vorträge, lancierte Pressemeldungen und organisierte Sondertermine für Prominente oder Wissenschaftler. In Berlin und München wurde die Gruppe auch während öffentlicher wissenschaftlicher Vorträge vorgeführt (siehe den Abschnitt Wissenschaftliche Untersuchungen an den „Feuerländern“).

#### Paris
Erste Station der siebenmonatigen Tournee war in Paris der Jardin d’Acclimatation, eine Mischung aus Zoo und Vergnügungspark, dessen Direktor Albert Geoffroy Saint-Hilaire eng mit Hagenbeck zusammenarbeitete. Die Zahl der Zuschauer zwischen Ende August und Mitte Oktober gab Hagenbeck mit einer halben Million und die Einnahmen mit 150.000 Franc an. Unter den Besuchern habe sich auch Charles Darwin befunden.
Die Kawesqar wurden dort in einem umzäunten Gehege vor einer kargen Kulisse mit einer einfachen Hütte zur Schau gestellt. Hagenbeck verzichtete auf jegliche Inszenierung durch besondere Kulissen oder Tiere, um so den Eindruck vermeintlicher Primitivität der „Feuerländer“ zu verstärken. Wie Heinrich Leutemann berichtete, mussten „den Leuten erst Badehosen verabreicht werden, da sie mit ihren Fellmänteln, der alleinigen Bekleidung, nicht vorzeigefähig waren“. Am 29. September 1881 verstarb das Kind mit unbekanntem Namen, wobei die Todesursache nicht überliefert ist.

#### Berlin

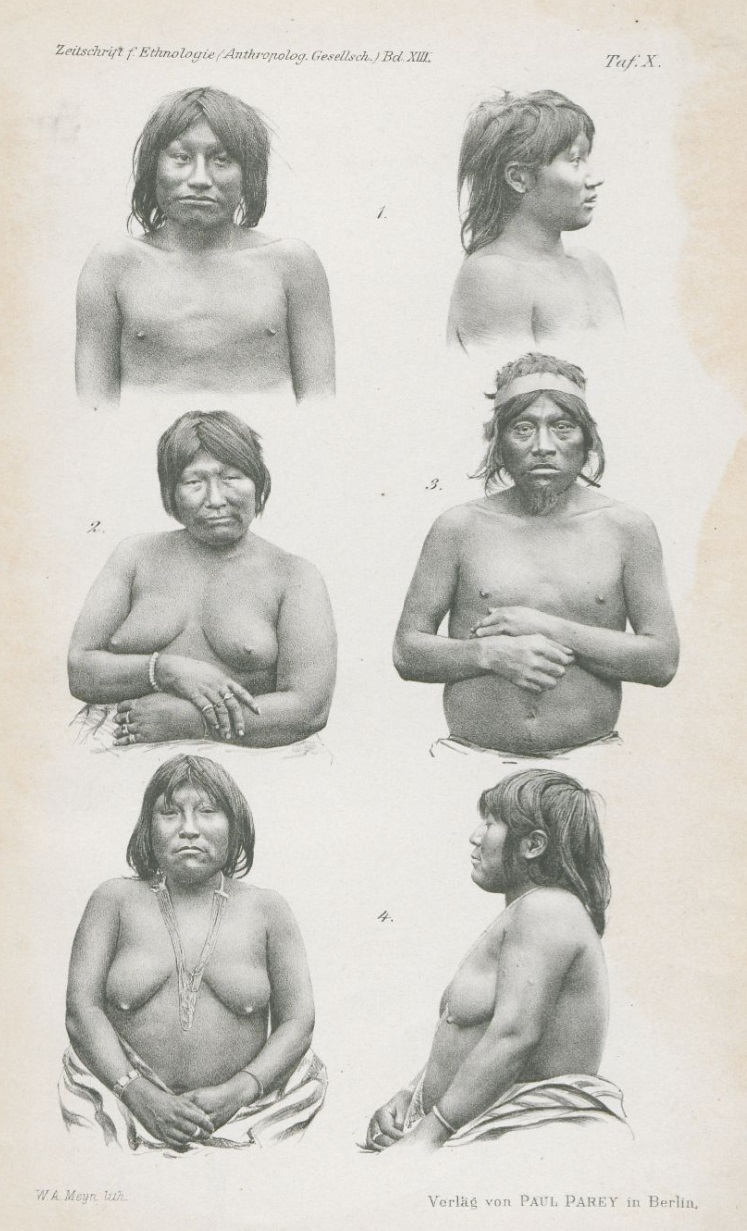
Abbildungen der „Feuerländer“ in der Zeitschrift der Anthropologischen Gesellschaft Berlin, erstellt während ihres Aufenthaltes im Zoologischen Garten Berlin (1881)

Von Paris fuhren die „Feuerländer“ im Güterwaggon nach Berlin, wo sie vom 20. Oktober bis zum 5. Dezember im (1896 abgerissenen) Straußenhaus des Zoologischen Gartens zur Schau gestellt wurden. Unter der Woche besuchten vor allem Schulklassen die Völkerschau, an den Wochenenden herrschte ein großer Besucherandrang. Das Gedränge vor dem Gehege der Feuerländer war so groß, dass die Umzäunung durchbrochen wurde und Sitzbänke zusammenbrachen. Aufgrund des großen Besucherandrangs sind auch Ausschreitungen überliefert:

„Schon im Laufe des Vormittags belief sich die Zahl der Besucher auf ca. 20.000 und stieg bis 5 1/4 Uhr Abends, zu welcher Zeit die Kassen geschlossen wurden, auf 37.163. Während Vormittags Alles ganz ruhig verlief, entwickelte sich Nachmittags bei den Pescherähs [damalige Bezeichnung der Kawesqar] ein furchtbares Gedränge, so daß einige vierzig Planken der Umzäunung eingedrückt wurden und die Aufseher alle Mühe hatten, einige Ordnung zu erhalten; als jedoch um 5 1/2 Uhr sich die Feuerländer in die inneren Gemächer ihres Erdgelasses zurückzogen, nahm der Tumult bedenkliche Dimensionen an. ‚Feuerländer raus!‘ brüllte ein tausendstimmiger Chorus. Bänke und Stühle wurden zerbrochen und erst mit Hülfe requirierter Schutzleute gelang es, die Ruhe wieder herzustellen, worauf sich gegen 7 Uhr das Publikum verlief. Um die von dem Zoologischen Garten nach der Stadt zurückfahrenden Pferdewagen wurden nun förmliche Kämpfe ausgefochten […]. Der Bierkonsum an den verschiedenen Restaurationsstellen des Zoologischen Gartens belief sich auf ca. 50 Tonnen.“

Aus Berlin sind auch Zeitungsberichte überliefert, die deutlich machen, dass sich die Kawesqar über das Publikum lustig zu machen versuchten: „Große Heiterkeit rief vorgestern der alte Antonio hervor. Seine Nase zierte ein eleganter Klemmer, weiße Glacéhandschuhe verhüllten seine braunen Hände; so ausgeputzt stolzierte er, selbst vom Capitano mit neidischen Blicken betrachtet, einher“.
Aufgrund der hohen Besucherzahlen erwies sich die Völkerschau für den Zoo als großer finanzieller Erfolg; so heißt es im Vorstandsprotokoll vom 8. Januar 1882, an den Mehreinnahmen des Zoos im Geschäftsjahr 1881 habe „die Ausstellung der Feuerländer den erheblichsten Antheil“.
Fünf der erwachsenen Kawesqar erkrankten während des Aufenthalts in Berlin an Atemwegserkrankungen. Dies wurde darauf zurückgeführt, dass die Gruppe im beheizten Straußenhaus übernachtete, sich morgens aber in einem zeitweilig zugefrorenen See badete und sich dann tagsüber „nur mit Guanakofellen bekleidet“ im Freien aufhielt.

#### Stuttgart
In Stuttgart machte die Schau vom 8. bis zum 30. Dezember in Nill’s Zoologischem Garten Station. Die Presse berichtete, dass für sie ein Weihnachtsbaum aufgestellt wurde, mit „gerupften und ungerupften Hühnern behängt, die von den Pescheräh's in ihrer gewohnten Weise halbverbrannt und halbgeröstet verzehrt wurden“. Der Württembergische König Karl und weiteren Mitgliedern des königlichen Hofes stattete der Gruppe einen Besuch ab und überreichte einige Geschenke.

#### München
In München wurden die Kawesqar vom 1. Januar bis zum 3. Februar 1882 in einer geschlossenen Schaubude mit Besuchergalerien in der Zweibrückenstraße ausgestellt. In der Mitte des Raums befand sich die Bühne und eine Hütte aus Tannenzweigen, in der die Gruppe übernachtete. Außerdem wurden Waffen und Alltagsgegenstände im Eingangsbereich ausgestellt.

#### Nürnberg
Anschließend machte die Schau vom 4. bis zum 16. Februar in Nürnberg Station, wo sie in einem Gebäude im Rosenaupark zur Schau gestellt wurden.

#### Zürich

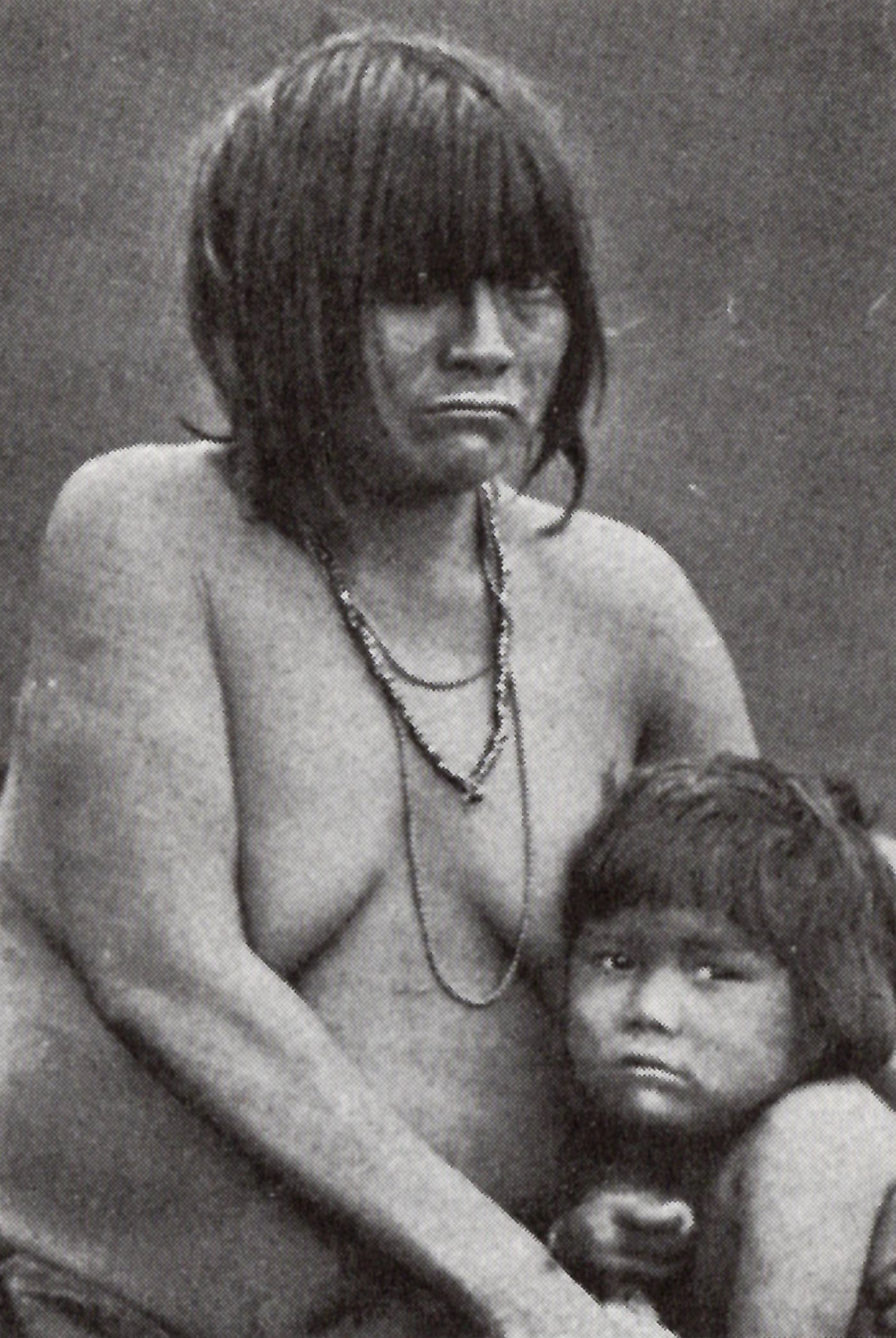
„Grete“ (gestorben 16. oder 17. Februar 1882) mit ihrem Kind „Dickkopf“ (Foto von 1881)

Die letzte Station der Schau war ab dem 17. Februar in Zürich. Der Wirt des privat betriebenen Plattentheaters Josef Grüninger hatte eine Arena für die Völkerschau aufgebaut, in der „die Fremden sich niederlassen, vor aller Augen ein möglichst natürliches Leben führen“ sollten. Außerdem wollte er „‚die Wilden‘ ab und zu durch die Zuschauerreihen bugsieren, so dass alle im Saal sie von vorn und hinten betrachten und auch berühren könnten“.
Doch die Gruppe der Kawesqar war von den vorherigen Stationen der Tournee von Krankheiten gezeichnet und entkräftet. „Grete“ starb auf dem Weg nach Zürich, und „Henrico“ wurde mit starkem Fieber ins Krankenhaus gebracht. Trotz des Todesfalls wurden die anderen, auch „Gretes“ Kind „Dickkopf“, unverzüglich nach ihrer Ankunft auf die Bühne geschickt. Bei den Gruppenmitgliedern wurden sowohl Tuberkulose, Masern als auch Lungenentzündungen diagnostiziert. Der Zürcher Arzt Johannes Seitz, der aufgrund der schweren Erkrankungen den Veranstalter drängte, die Schau zu unterbrechen, stellte außerdem bei „Henrico“, „Liese“ und „Trine“ eine Syphilis-Infektion fest, die sich „Trine“ vermutlich in München im sexuellen Kontakt zu den Wärtern zugezogen hatte. Hagenbeck, der bereits seit dem 20. Februar über die Erkrankungen informiert war, ließ die Schau zunächst weiterlaufen, obwohl inzwischen offenkundig auch eine Ansteckungsgefahr für das Publikum bestand.
„Henrico“ starb am 28. Februar, „Liese“ am 11. März und „Frau Capitano“ und ihr Mann einen Tag später. Die vier Leichen wurden in der Zürcher Anatomie von verschiedenen Professoren seziert. Die präparierten Geschlechtsorgane von „Liese“ wurden zu Professor Theodor von Bischoff nach München verschickt.

### Rückreise der Überlebenden
Nach den Todesfällen brach Hagenbeck die Schau ab und ließ die fünf Überlebenden am 23. März nach Antwerpen bringen, von wo aus sie ihre Rückreise antreten sollten. Zuvor habe er sie noch „reich beschenkt“. „Antonio“ starb während der Überfahrt, „Trine“ war bei der Ankunft schwer krank. Nur „Pedro“ und die beiden Kinder kehrten „leidlich gesund“ in ihre Heimat zurück.
Erst im Januar 1881 waren bei Hagenbecks Völkerschau der „Eskimos“ alle acht Inuit an Pocken gestorben. Nach den erneuten Todesfällen in Zürich schrieb er an Jacobsen: „Es sind mir […] innerhalb dieser letzten 3 Wochen 5 von meinen guten armen Feuerländern gestorben. […] Sie wissen, daß ich ein Menschenfreund bin […] und habe ich jetzt auch noch hin und wieder nicht allzu Erfreuliches in den Zeitungen darüber zu lesen, so daß ich mir fest vorgenommen habe, nie mehr Menschen-Ausstellungen zu arrangieren“. Tatsächlich setzte er die Völkerschauen nur für wenige Monate aus.

## Zeitgenössische Wahrnehmung der „Feuerländer“ und Rezeption der Völkerschau

### Charakterisierung als „Urmenschen“
Nach Anne Dreesbach rückte die Völkerschau der „Feuerländer“ deren „angenommene niedrige Kulturstufe in den Mittelpunkt“. Charles Darwin hatte die Kawesqar bereits in den 1830er Jahren als „die erbärmlichsten und elendsten Geschöpfe, die ich je irgendwo gesehen habe“ und als „Kannibalen“ bezeichnet. In seiner Biografie über Carl Hagenbeck schrieb Wilhelm Fischer 1896 über die Feuerländer, sie wären „Naturmenschen oder Wilde im vollsten Sinne des Worts“. Heinrich Leutemann bemerkte:

„In der That war hier noch der Mensch zu sehen, wie man ihn sich in den ersten Anfängen seines Seins als Mensch, nachdem er also den Affen vollständig hinter sich hatte, in unberechenbare Vorzeit zurückversetzt, zu denken hat, und dabei ergab doch wiederum der Anblick den unwiderleglichen Beweis, daß diese ‚Wilden‘ keineswegs so verkommene Erscheinungen waren, wie man dies über die Eingeborenen des Feuerlands zu lesen gewohnt war.“

Der Historiker Helmut Zedelmaier stellt in seinem Aufsatz „Die ungeheure Neugierde der Zivilisierten“ von 2003 fest, dass sich im Verlauf der Tournee in der Wahrnehmung der „Feuerländer“ ein Wandel vollzog. Wurden sie in Berlin noch als „besonders primitives, hässliches, schmutziges und dummes Naturvolk vorgestellt“, berichtete die Presse in München positiver über die Gruppe. Ihnen wurden Zivilisierungspotenziale zugeschrieben, sie wären „lernfähige ‚Wilde‘“. Besonders die Kinder wären potenziell in der Lage, „in das europäische Leben hineinzuwachsen“.

### Essgewohnheiten und vermeintlicher Kannibalismus

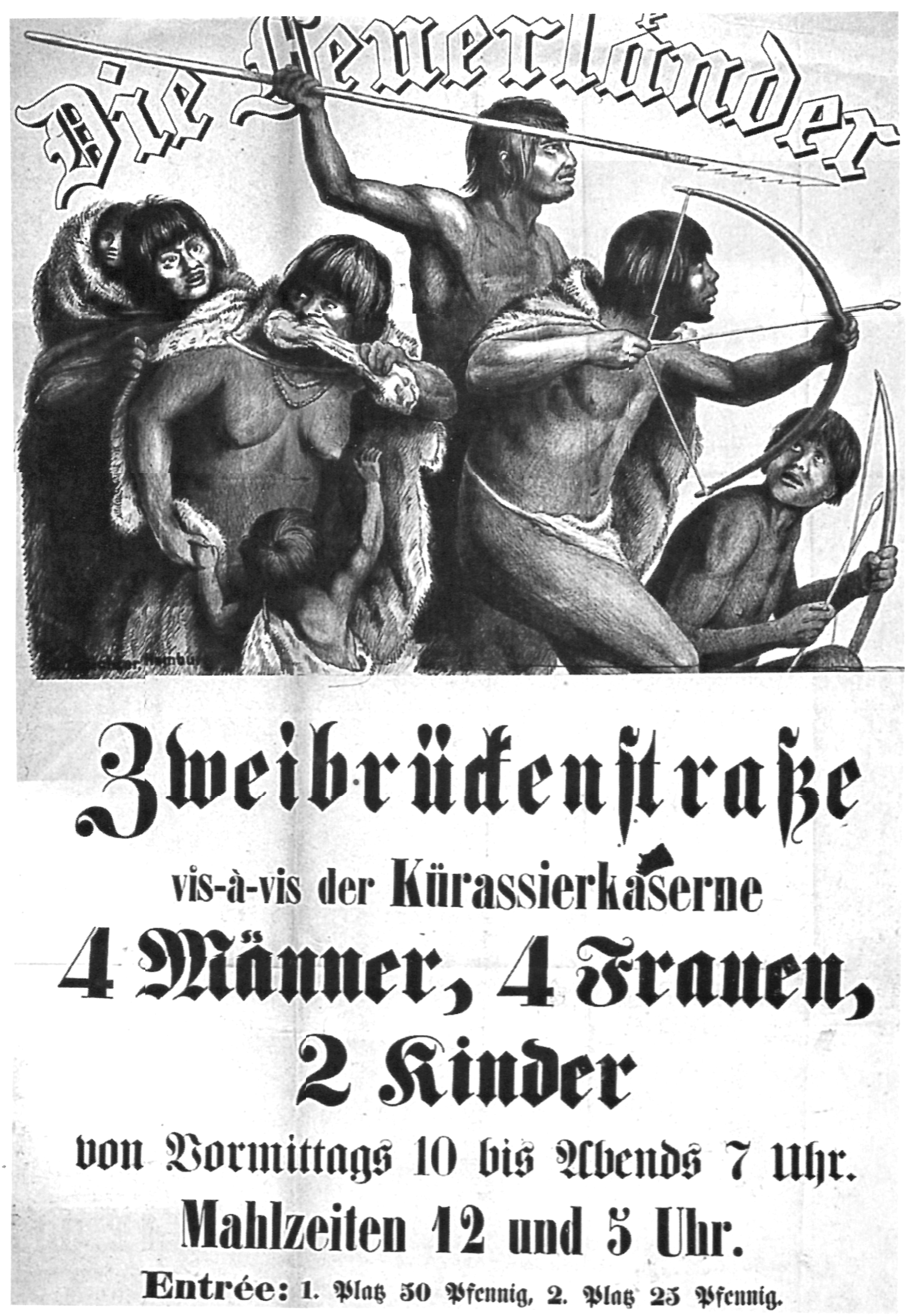
Werbeplakat der „Feuerländer“-Völkerschau in München (1882)

Das Hauptaugenmerk in den Presseberichten galt den Essgewohnheiten der Gruppe und ihrem vermeintlichen Kannibalismus. Das Stereotyp der fleischverzehrenden und dabei gierigen Feuerländer kommt auch auf den Werbeplakaten der Völkerschau zum Ausdruck. Das Stuttgarter Neue Tagblatt kündigte die Gruppe im Dezember 1881 an: „Die Feuerländer im Allgemeinen stehen auf der allerniedersten Kulturstufe und sind – sagen wir es gleich – von Haus aus und unbestritten Menschenfresser, Darwin sagt: durchaus Teufeln ähnlich.“ Im Oktober 1881 hatte zuvor die Norddeutsche Allgemeine Zeitung berichtet:

„Vielleicht mag auch die Furcht, irgend einem überlegenen Bruderstamm bei diesen schlechten Zeiten als Nahrung dienen zu müssen, ihren Beschluß beschleunigt haben, denn es unterliegt keinem Zweifel, daß wir hier wirkliche Menschenfresser vor uns haben, da bei der Ankunft des Schooners der Führer desselben eine der Frauen damit beschäftigt fand, einen menschlichen Armknochen, dessen Fleisch schon teilweise in Verwesung übergegangen war, abzunagen.“

Ähnlich äußerte sich die Neue Zürcher Zeitung – obschon der Tod von „Grete“ gerade erst zehn Tage zurücklag der Großteil der Gruppe schwer erkrankt war:

„Das Aussehen, namentlich der Erwachsenen, verräth allerdings einen hohen Grad von Stumpfsinn, doch würden sie intelligenter aussehen, wenn sie nicht, wie unsere Modedamen, das Haar über die Stirne herabhängen ließen […]. Wenn sie von Hungersnoth heimgesucht werden, sind sie auch noch Kannibalen und schlachten ihre alten Weiber und zwar eher als die Hunde. […] Die Männer scheinen die größte Freude zu haben am dolce far niente [süß ists, nichts zu tun], die Frauen hingegen äußerten große Freude, als man ihnen Binsen überreichte und fingen sofort an, Körbchen zu flechten, indem sie die Arbeit mit der großen Fußzehe festhielten.“

Häufig wurden außerdem die Essgewohnheiten thematisiert. Die zweimal täglich beworbenen Mahlzeiten wurden auf den Werbeplakaten ausgewiesen und wurden als Höhepunkt der Völkerschau inszeniert. Das primitive Leben der Feuerländer drehe sich demnach ausschließlich „um die Nahrungsbeschaffung und die Nahrungsaufnahme“. Bei den Mahlzeiten wurden ihnen große Mengen an Fleisch angeboten, deren Mengenangaben in der Presse offenbar übertrieben wurden:

„Übrigens hat ihr Appetit gegen früher ganz bedeutend nachgelassen. Die ganze Gesellschaft (8 Erwachsene und 2 Kinder) verbraucht zur Zeit täglich ca. 20 Pfund Rind- und Kalbfleisch, 20 Liter Muscheln, 20 Stück Eier, 6-7 Pfund Zwieback, Milch u.s.w., während sie in Paris beispielsweise noch 46 Pfund Fleisch täglich und in gleichem Verhältniß ungefähr von den anderen Nahrungsmitteln vertilgten.“

Das Essverhalten wurde häufig mit dem von Tieren verglichen:

„Sie rösteten sodann den Rest der mitgebrachten Fleischvorrathes und verzehrten dasselbe derart, daß man es höchstens mit dem Ausdruck Verschlingen bezeichnen kann. Die Männer fielen zuerst über das Fleisch her wie wilde Thiere über eine Beute, setzten einen Fuß auf ihren Antheil, von dem sie sich große Stücke mit den Fingernägeln abrissen und dieselben mit thierischer Gier verschlangen. Erst nachdem sie ihren Hunger befriedigt, überließen sie den Frauen und den Kindern den Rest. Während der Mahlzeit stießen sie beständig eigenthümlich klingende Kehllaute aus.“

### Reaktionen auf die Todesfälle
Die Schweizer Presse zeigte sich anteilslos über die Todesfälle in Zürich: „Die armen Feuerländer sind alle krank geworden. Zwei oder drei sind gestorben. Der Unternehmer ist verpflichtet, die Leute wieder in die Heimat zurückzubringen, vielleicht enthebt ihn der Tod der Übrigen von dieser Pflicht“. Und Der Landbote kommentierte:

„Gestern sind wieder zwei von der Gesellschaft gestorben, so dass jetzt nur noch zwei Männer, eine Frau und zwei Kinder zu sehen sind. Durch diese Zwischenfälle ist Herrn Grüninger [der Besitzer des Zürcher Plattentheaters] ein nicht unbedeutender Schaden entstanden – was demselben wohl niemand gönnt, da er sich alle Mühe gibt, dem Publikum immer wieder Neues vorzuführen.“

### Kritik an der Völkerschau
Kritik an der Zurschaustellung der Kawesqar gab es selten, wie etwa in diesem Kommentar der Zeitung Der Weinländer vom 4. März 1882:

„Die armen Feuerländer! Einer stirbt nach dem andern! Schon liegt die Frau des Einen unter der Erde, der Zweite ist krank, und ein Dritter liegt an Schwindsucht darnieder, alle Kinder sind krank. Und das heißt man Ausstellung! […] Am Traurigsten ist, dass die Gebildeten und die Presse für solchen Menschenhandel noch Reklame machen, ja gefühllos zusehen, wie an Unmündigen – denn das sind diese Wilden – eine langsame, aber sichere Tortur vollzogen wird.“

Auch die Frage der unrechtmäßigen Verschleppung der Kawesqar beschäftigte die Öffentlichkeit. In der in Stuttgart erscheinenden „Deutschen Montags-Zeitung“ fragte der Autor G. Stamm:

„Wie war es möglich, den Feuerländern, die nach ihren Begriffen von dem, was man mit ihnen vorhatte, sich gar keine rechte Vorstellung machen konnten, durch Zeichen zu verstehen zu geben, um was es sich handle? Ist nicht vielmehr anzunehmen, dass die armen Leute, die durch die ihnen neue Umgebung eingeschüchtert waren, einfach mit sich geschehen liessen, was man wollte? Ist dies aber der Fall – und die Sache dürfte kaum anders liegen, – handelt es sich dann nach unseren Gesetzen nicht um die Entziehung der persönlichen Freiheit (St.-G.B. 239)?“

## Wissenschaftliche Untersuchungen an den „Feuerländern“
An drei Stationen der Völkerschau – in Paris, Berlin und München – wurden biologisch-anthropologische Untersuchungen, insbesondere anatomische Vermessungen an den Feuerländern vorgenommen. In Paris suchten Mitglieder der dortigen Société d’anthropologie de Paris unter Leitung von Léonce Manouvrier die Gruppe insgesamt fünf Mal auf.

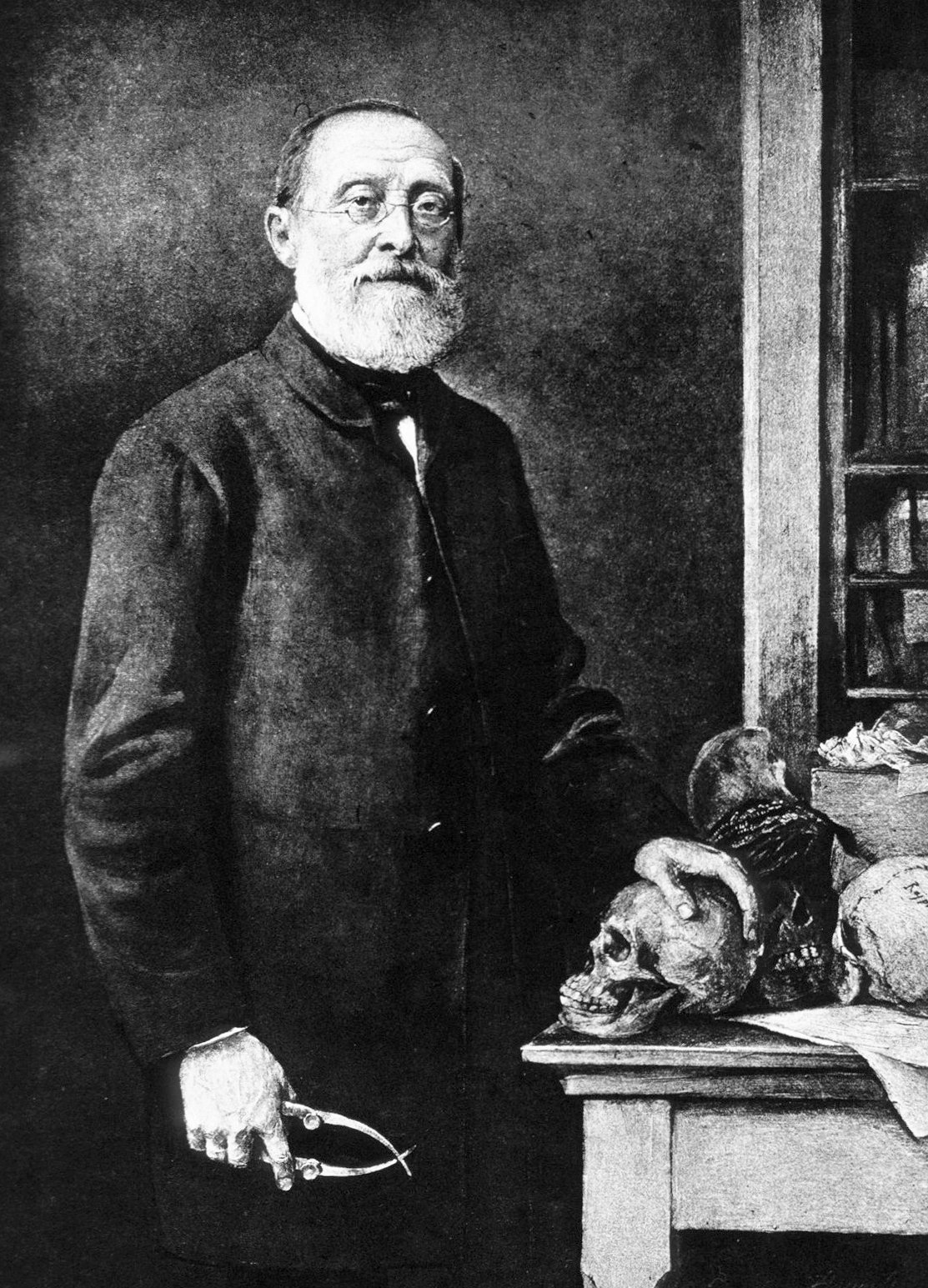
Rudolf Virchow (Foto von 1884)

Der Anatom und Anthropologe Rudolf Virchow nahm in Berlin Untersuchungen an den Kawesqar vor und stellte sie am 14. November 1881 der Berliner Gesellschaft für Anthropologie, Ethnologie und Urgeschichte im Saal des Zoologischen Gartens als eine „Rasse“ auf der „untersten Stufe“ vor. Über den vermeintlichen Kannibalismus äußerte er: „Wie weit ihre Neigung zur Anthropophagie geht, von der viel erzählt worden ist, muss ich dahin gestellt sein lassen“. Während der Versammlung äußerte er den Satz: „Leider fehlt es gar sehr an Feuerland-Schädeln“. Virchow hatte seit den 1870er Jahren seinen Forschungsschwerpunkt auf die Anthropometrie verlagert und hierfür eine große Sammlung von Skeletten und Schädeln verschiedener „Rassetypen“ angelegt.
In München wurde die Gruppe bei einer Sitzung der dortigen Akademie der Wissenschaften im Liebig-Hörsaal auf das Podium gestellt, während verschiedene Experten Vorträge hielten. Der Zoologe Friedrich Ratzel äußerte sich zur kargen Landschaft Patagoniens: „Durch solche Zustände wird dann wohl der Kannibalismus erklärlich, haben ja doch auch schon hochzivilisierte Völker in Zeiten großer Hungernoth das Fleisch ihrer gestorbenen Mitmenschen verzehrt“. Der an der Erforschung weiblicher Geschlechtsorgane interessierte Anatom Theodor von Bischoff berichtete über die Untersuchung der Frauen:

„Allein ausser der Schwierigkeit sich mit den Feuerländern zu verständigen, da sie nur eine sehr unvollkommene und gänzlich unbekannte Sprache besitzen, trat mir in überraschender Weise die Schamhaftigkeit der Individuen und insbesondere der weiblichen, sehr hinderlich entgegen. […] Ich will nur hinzufügen, dass es selbst bei den kleinen 4−und 3−jährigen Mädchen der Truppe unmöglich war, sich von dem Verhalten ihrer Geschlechtsteile zu überzeugen, indem ihr eigenes Sträuben auch noch von dem ihrer Mutter unterstützt wurde.“

Theodor von Bischoff konnte erst nach dem Tod der Kawesqar-Frauen in Zürich seine zuvor an deren Widerstand gescheiterten Untersuchungen der weiblichen Geschlechtsorgane vornehmen, die ihm vom Zürcher Mediziner Rudolf Martin als Präparat zugesandt wurden. Rudolf Martin untersuchte die fünf Leichen und Skelette der in Zürich verstorben „Feuerländer“ eingehend und „gründete auf ihren Überresten eine glänzende Karriere“.

## Rückführung der Skelette 2010
Auf Betreiben chilenischer Forschender und des Filmemachers Hans Mülchi wurden 2010 die Skelette der fünf in Zürich verstorbenen Kawesqar, die im dortigen Anthropologischen Institut lagerten, nach Chile überführt. An der als Staatsakt gefeierten Rückführung nahm auch die chilenische Präsidentin Michelle Bachelet teil. Die Särge wurden anschließend in der Heimat der Kawesqar an einem geheim gehaltenen Ort bestattet.

## Rezeption

### Forschungsstand
Die Völkerschau der „Feuerländer“ hat zuerst Gabriele Eissenberger 1993 in ihrer Magisterarbeit umfassend dargestellt, die 1996 unter dem Titel Entführt, verspottet und gestorben – Lateinamerikanische Völkerschauen in deutschen Zoos veröffentlicht wurde. Rea Brändle, Anne Dreesbach, Nigel Rothfels und Helmut Zedelmaier haben einige Ergänzungen beigetragen.

### Beurteilung der Völkerschau der „Feuerländer“ in der Forschung
Gabriele Eissenberger erklärt die Besonderheit der Völkerschau: „Die Patagonier und die Feuerländer waren in der Vorstellung der europäischen Bevölkerung des 19. Jahrhunderts unter den existierenden Menschengruppen das denkbar Fremdeste. […] Alle Schilderungen von Reisenden und Beschreibungen von Wissenschaftlern stimmten in der Beurteilung der Feuerländer überein, daß sie die am niedrigsten stehende Menschengattung seien“. Helmut Zedelmaier stellte in seinem Aufsatz von 2003 fest, dass die Völkerschau der „Feuerländer“ in „vielem nicht typisch“ gewesen sei, dennoch mache gerade diese Schau die „radikale Weise, mit der das Publikum von ihnen Besitz ergriff, die Motive sowie die Mechanismen besonders deutlich, die die ausgestellten Ethnien zum Objekt der zivilisierten Neugierde machte“. Ein wichtiger Grund hierfür sei die Sprachbarriere: „Die völlig unverständliche Sprache war eine ideale Projektionsfläche, die mit allem besetzt werden konnte, was an Wissen über exotische, wilde Völker zirkulierte“.

### Ausstellung
2023 gab es in Zürich eine Zusammenarbeit der gemeinnützigen Organisation Fundación Pueblo Kawésqar mit dem Völkerkundemuseum der Universität Zürich. Eine Delegation der Kawesqar konzipierte die Ausstellung „Ko Aswál – The Next Day“ und nahm dabei auch Bezug auf die Völkerschau von 1882.

### Dokumentarfilme
- Human Zoo. The Final Journey of Calafate. 93 min. Regie: Hans Mülchi, Schweiz 2011.
- „Die Wilden“ in den Menschenzoos. 92 min. Regie: Bruno Victor-Pujebet, Pascal Blanchard, Frankreich 2017.
- Das dunkle Kapitel Völkerschauen Menschen ausgestellt im Zoo – Das dunkle Kapitel Völkerschauen. 29 Minuten (ab Minute 23). Panorama, Deutschland 2021.

### Zeitgenössische Literatur
- Theodor von Bischoff: Bemerkungen über die Geschlechterverhältnisse der Feuerländer. In: Sitzungsberichte der mathematisch-physikalischen Classe der königlich-bayerischen Akademie der Wissenschaften zu München, Bd. XII (1882), S. 242-246 und S. 356–369.
- Wilhelm Fischer: Aus dem Leben und Wirken eines interessanten Mannes. Hamburg 1896.
- Heinrich Leutemann: Lebensbeschreibung des Thierhändlers Carl Hagenbeck. Hamburg 1887.
- Rudolf Virchow: Ausserordentliche Zusammenkunft im Saale des zoologischen Gartens am 14. November 1881: Die Feuerländer. In: Zeitschrift für Ethnologie. Band 13, 1881, S. 375–394.

### Online-Beiträge
- Peter Burghardt: Reste des Menschenzoos. Online unter: Süddeutsche Zeitung, 17. Mai 2010, abgerufen am 4. Februar 2024.
- Kawashkar. Online unter: Chile Recolombino, ohne Datum, abgerufen am 9. September 2024.
- Sascha Renner: Das Ende einer 129 Jahre langen Reise. Online unter: UZH News, 12. Januar 2010, abgerufen am 3. Februar 2024.
- Marita Fuchs: Seenomaden aus Patagonien setzen neue Zeichen. Online unter: UZH News, 21. August 2023, abgerufen am 9. September 2024.